# 2016年度の将棋界
2016年度の将棋界（2016ねんどのしょうぎかい）では、2016年（平成28年）4月から2017年（平成29年）3月の将棋界に関する出来事について記述する。

## できごと
タイトル戦の結果ならびに新記録などの初めておきた出来事に関しては太字で表示する。

### 2016年4月
- 5・6日 - 第74期名人戦七番勝負第1局が行われ、羽生善治名人が先勝（羽生善治名人 1-0 佐藤天彦八段）[1]。
- 9・10日 - 「第1期叡王戦」で優勝した山崎隆之叡王と、「第3回電王トーナメント」で優勝した将棋ソフトPONANZAによる第1期電王戦二番勝負第1局が行われ、将棋ソフトのPONANZAが勝利[2]。
- 12日 - 第9期マイナビ女子オープン五番勝負第1局が行われ、加藤桃子女王が勝利（加藤桃子女王 1-0 室谷由紀女流二段）[3]。
- 22・23日 - 第74期名人戦七番勝負第2局が行われ、佐藤天彦八段が勝利し、タイに戻す（佐藤天彦八段 1-1 羽生善治名人）[1]。
- 27日 - 第9期マイナビ女子オープン五番勝負第2局が行われ、室谷由紀女流二段が勝利し、タイに戻す（室谷由紀女流二段 1-1 加藤桃子女王）[3]。
- 29日 - 第9期世田谷花みず木女流オープン戦が行われ、室谷由紀女流二段が渡部愛女流初段に勝利し優勝[4]。

### 2016年5月
- 9日 - 第9期マイナビ女子オープン五番勝負第3局が行われ、加藤桃子女王が勝利し、タイトルに王手をかける（加藤桃子女王 2-1 室谷由紀女流二段）[3]。
- 12日 - 第28期女流王位戦五番勝負第1局が行われ、里見香奈女流王位が先勝（里見香奈女流王位 1-0 岩根忍女流三段）[5]。
- 12・13日 - 第74期名人戦七番勝負第3局が行われ、佐藤天彦八段が連勝（佐藤天彦八段 2-1 羽生善治名人）[1]。
- 18日 - 第9期マイナビ女子オープン五番勝負第4局が行われ、加藤桃子女王が勝利し、3期連続3期目の女王位防衛（加藤桃子女王 3-1 室谷由紀女流二段）[3]。
- 21・22日 - 第1期電王戦二番勝負第2局が行われ、PONANZAが勝利。将棋ソフトの2連勝で終わった[2]。
- 25・26日 - 第74期名人戦七番勝負第4局が行われ、佐藤天彦八段が3連勝。初タイトルに王手をかける（佐藤天彦八段 3-1 羽生善治名人）[1]。
- 26日 - 第28期女流王位戦五番勝負第2局が行われ、里見香奈女流王位が2連勝（里見香奈女流王位 2-0 岩根忍女流三段）[5]。
- 30・31日 - 第74期名人戦七番勝負第5局が行われ、佐藤天彦八段が4連勝で名人位奪取。タイトル3度目の挑戦にして初タイトルを手にする（佐藤天彦八段 4-1 羽生善治名人）[1]。

### 2016年6月
- 3日 - 第87期棋聖戦五番勝負第1局が行われ、永瀬拓矢六段が先勝（永瀬拓矢六段 1-0 羽生善治棋聖）[6]。
- 8日 - 第28期女流王位戦五番勝負第3局が行われ、里見香奈女流王位が3連勝で、2期連続3期目の女流王位防衛（里見香奈女流王位 3-0 岩根忍女流三段）[5]。
- 18日 - 第87期棋聖戦五番勝負第2局が行われ、羽生善治棋聖が勝利。タイに戻す（羽生善治棋聖 1-1 永瀬拓矢六段）[6]。

### 2016年7月
- 2日 - 第87期棋聖戦五番勝負第3局が行われ、永瀬拓矢六段が勝利、初タイトルに王手をかける（永瀬拓矢六段 2-1 羽生善治棋聖）[6]。
- 5・6日 - 第57期王位戦七番勝負第1局が行われ、木村一基八段が先勝（木村一基八段 1-0 羽生善治王位）[7]。
- 13日 - 第87期棋聖戦五番勝負第4局が行われ、羽生善治棋聖が勝利、再びタイに戻し勝負は第5局に持ち越し（羽生善治棋聖 2-2 永瀬拓矢六段）[6]。
- 27・28日 - 第57期王位戦七番勝負第2局が行われ、羽生善治王位が勝利。タイに戻す（羽生善治王位 1-1 木村一基八段）[7]。

### 2016年8月
- 1日 - 第87期棋聖戦五番勝負第5局が行われ、羽生善治棋聖が勝利し9期連続15期目の棋聖位防衛（羽生善治棋聖 3-2 永瀬拓矢六段）[6]。
- 9・10日 - 第57期王位戦七番勝負第3局が行われ、羽生善治王位が勝利（羽生善治王位 2-1 木村一基八段）[7]。
- 20日 - 1dayトーナメント第62回坪井カップが行われ、渡部愛女流初段が島井咲緒里女流二段に勝利し優勝[8]。
- 22・23日 - 第57期王位戦七番勝負第4局が行われ、木村一基八段が勝利。再びタイに戻す（木村一基八段 2-2 羽生善治王位）[7]。
- 28日
  - 第2回女子将棋YAMADAチャレンジ杯が行われ、決勝で渡部愛女流初段が貞升南女流初段に勝利し2連覇[9]。
  - 第1回上州YAMADAチャレンジ杯が行われ、決勝で船江恒平五段が千田翔太五段に勝利し優勝[10]。
- 30・31日 - 第57期王位戦七番勝負第5局が行われ、木村一基八段が連勝、初タイトルに王手をかける（木村一基八段 3-2 羽生善治王位）[7]。

### 2016年9月
- 6日 - 第64期王座戦五番勝負第1局が行われ、羽生善治王座が先勝（羽生善治王座 1-0 糸谷哲郎八段）[11]。
- 12・13日 - 第57期王位戦七番勝負第6局が行われ、羽生善治王位が勝利、再びタイに戻し勝負は第7局に持ち越し（羽生善治王位 3-3 木村一基八段）[7]。
- 20日 - 第64期王座戦五番勝負第2局が行われ、羽生善治王座が連勝（羽生善治王座 2-0 糸谷哲郎八段）[11]。
- 25日 - 第10期白瀧あゆみ杯争奪戦が行われ、相川春香女流初段が西山朋佳奨励会三段に勝利し優勝[12]。
- 26・27日 - 第57期王位戦七番勝負第7局が行われ、羽生善治王位が勝利し、6期連続18期目の王位防衛。（羽生善治王位 4-3 木村一基八段）[7]。
- 27日 - 第24期銀河戦決勝が放映され、藤井猛九段が広瀬章人八段に勝利し優勝[13]。

### 2016年10月
- 1日
  - 第38期女流王将戦三番勝負第1局が行われ、里見香奈女流王将が先勝（里見香奈女流王将 1-0 香川愛生女流三段）[14]。
  - 第59回奨励会三段リーグ戦18・19回戦にて、藤井聡太三段が四段昇段を決め、加藤一二三九段の14歳7ヶ月の記録を5ヶ月更新し、14歳2ヶ月で史上最年少プロ棋士となった[15]。
- 4日 - 第64期王座戦五番勝負第3局が行われ、羽生善治王座が3連勝で5期連続24期目の王座防衛（羽生善治王座 3-0 糸谷哲郎八段）[11]。
- 10日 - 三浦弘行九段が将棋ソフト不正使用疑惑をかけられる[16]。
- 11日
  - 第38期女流王将戦三番勝負第2局が行われ、里見香奈女流王将が連勝し、2期連続5期目の女流王将位防衛。これにより通算5期となりクィーン王将獲得（里見香奈女流王将 2-0 香川愛生女流三段）[14]。
- 12日 - 第29期竜王戦七番勝負挑戦者が三浦弘行九段から丸山忠久九段に変更される[17]。
  - 第47期新人王戦決勝三番勝負が行われ、増田康宏四段が石田直裕四段に勝利し優勝[18]。
- 15・16日 - 第29期竜王戦七番勝負第1局が行われ、渡辺明竜王が先勝（渡辺明竜王 1-0 丸山忠久九段）[19]。
- 19日 - 村山聖九段を題材とした映画「聖の青春」が公開[20]。
- 23日 - 第37期将棋日本シリーズJTプロ公式戦が行われ、豊島将之七段が佐藤天彦名人に勝利し初優勝[21]。
- 26日 - 第6期女流王座戦五番勝負第1局が行われ、里見香奈女流四冠が先勝（里見香奈女流四冠 1-0 加藤桃子女流王座）[22]。
- 27日 - 10月12日付で、三浦弘行九段を出場停止(2016年10月12日～12月31日）の処分を発表。第三者調査委員会を設置し、三浦九段の出場停止処分の妥当性、対局中の行動についての調査を要請[23]。
- 27・28日 - 第29期竜王戦七番勝負第2局が行われ、丸山忠久九段が勝利。タイに戻す（丸山忠久九段 1-1 渡辺明竜王）[19]。
- 30日 - 第7期加古川青流戦三番勝負が行われ、井出隼平四段が石川優太三段に2勝1敗で優勝[24]。

### 2016年11月
- 3日 - 第6期女流王座戦五番勝負第2局が行われ、里見香奈女流四冠が連勝、タイトルに王手（里見香奈女流四冠 2-0 加藤桃子女流王座）[22]。
- 4日 - 二上達也九段が享年84歳で肺炎のため死去[25]。
- 7・8日 - 第29期竜王戦七番勝負第3局が行われ、丸山忠久九段が勝利（丸山忠久九段 2-1 渡辺明竜王）[19]
- 8日 - 第24期倉敷藤花戦三番勝負第1局が行われ、室谷由紀女流二段が先勝（室谷由紀女流二段 1-0 里見香奈倉敷藤花）[26]。
- 19日 - 第24期倉敷藤花戦三番勝負第2局が行われ、里見香奈倉敷藤花が勝利し、勝負は最終局に持ち越し（里見香奈倉敷藤花 1-1 室谷由紀女流二段）[26]。
- 20日 - 第24期倉敷藤花戦三番勝負第3局が行われ、里見香奈倉敷藤花が連勝し、2期連続7期目の倉敷藤花防衛（里見香奈倉敷藤花 2-1 室谷由紀女流二段）[26]。
- 21・22日 - 第29期竜王戦七番勝負第4局が行われ、渡辺明竜王が勝利。再びタイに戻す（渡辺明竜王 2-2 丸山忠久九段）[19]
- 25日 - 第6期女流王座戦五番勝負第3局が行われ、里見香奈女流四冠が3連勝で、3期ぶり2期目の女流王座獲得。自身2度目の五冠となった（里見香奈女流四冠 3-0 加藤桃子女流王座）[22]。
- 28日 - 清水市代女流六段が第43期岡田美術館杯女流名人戦で甲斐智美女流五段に勝ち、女流棋士2人目となる女流公式戦通算600勝（将棋栄誉賞）を達成[27]。

### 2016年12月
- 1・2日 - 第29期竜王戦七番勝負第5局が行われ、渡辺明竜王が勝利。王手をかける（渡辺明竜王 3-2 丸山忠久九段）[19]。
- 7・8日 - 第29期竜王戦七番勝負第6局が行われ、丸山忠久九段が勝利。勝負は最終局に持ち越し（丸山忠久九段 3-3 渡辺明竜王）[19]。
- 11日 - 第2期叡王戦三番勝負が行われ、佐藤天彦名人が千田翔太五段に2勝0敗で優勝[28]。
- 17日 - 1dayトーナメント第63回Minervaカップ2016が行われ、渡部愛女流初段が堀彩乃女流3級に勝利し優勝[29]。
- 21・22日 - 第29期竜王戦七番勝負第7局が行われ、渡辺明竜王が勝利し、2期連続11期目の竜王位防衛（渡辺明竜王 4-3 丸山忠久九段）[19]。
- 25日 - 伊藤能六段が享年54歳で死去[30]。
- 26日 - 第三者調査委員会の調査結果により、三浦弘行九段が不正を行っていないと結論が出された[31]。

### 2017年1月
- 8・9日 - 第66期王将戦七番勝負第1局が行われ、久保利明九段が先勝（久保利明九段 1-0 郷田真隆王将）[32]。
- 12日 - 加藤一二三九段が第75期順位戦C級2組の加藤一二三九段対石田直裕四段戦で、丸田祐三九段の76歳11カ月を超えて、77歳0カ月の最高齢対局・最高齢棋士記録を更新[33]。
- 15日 - 第43期女流名人戦五番勝負第1局が行われ、上田初美女流三段が先勝（上田初美女流三段 1-0 里見香奈女流名人）[34]。
- 18日 - 谷川浩司が日本将棋連盟会長を辞任[35]。
- 20日 - 加藤一二三九段が第88期棋聖戦二次予選で飯島栄治七段に勝利し、丸田祐三九段の76歳11カ月を超え、77歳0カ月で最高齢勝利を更新[36]。
- 22日 - 第43期女流名人戦五番勝負第2局が行われ、上田初美女流三段が連勝。タイトルに王手をかける（上田初美女流三段 2-0 里見香奈女流名人）[34]。
- 23・24日 - 第66期王将戦七番勝負第2局が行われ、久保利明九段が連勝（久保利明九段 2-0 郷田真隆王将）[32]。
- 29日 - 第43期女流名人戦五番勝負第3局が行われ、里見香奈女流名人が勝利（里見香奈女流名人 1-2 上田初美女流三段）[34]。

### 2017年2月
- 1日 - インターネットテレビ局「AbemaTV」で「将棋チャンネル」が開始[37]。
- 1・2日 - 第66期王将戦七番勝負第3局が行われ、久保利明九段が3連勝で王手をかける（久保利明九段 3-0 郷田真隆王将）[32]。
- 5日
  - 第42期棋王戦五番勝負第1局が行われ、千田翔太六段が先勝（千田翔太六段 1-0 渡辺明棋王）[38]。
  - 第43期女流名人戦五番勝負第4局が行われ、里見香奈女流名人が連勝。勝負は最終局に持ち越し（里見香奈女流名人 2-2 上田初美女流三段）[34]。
- 6日 - 日本将棋連盟会長に佐藤康光九段が新任[39]。
- 11日 - 第10期朝日杯将棋オープン戦が行われ、八代弥五段が村山慈明七段に勝利し優勝[40]。
- 13・14日 - 第66期王将戦七番勝負第4局が行われ、郷田真隆王将が勝利（郷田真隆王将 1-3 久保利明九段）[32]。
- 18日 - 第42期棋王戦五番勝負第2局が行われ、渡辺明棋王が勝利し、タイに戻す（渡辺明棋王 1-1 千田翔太六段）[38]。
- 20日 - カロリーナ・ステチェンスカが女流二級に昇級し、外国人女性として初めての女流棋士となった[41]。
- 22日
  - 第43期女流名人戦五番勝負第5局が行われ、里見香奈女流名人が勝利し、8期連続8期目の女流名人防衛（里見香奈女流名人 3-2 上田初美女流三段）[34]。
  - 関根茂九段が享年87歳で老衰のため死去[42]

### 2017年3月
- 1・2日 - 第66期王将戦七番勝負第5局が行われ、郷田真隆王将が2連勝で巻き返す（郷田真隆王将 2-3 久保利明九段）[32]。
- 5日 - 第42期棋王戦五番勝負第3局が行われ、千田翔太六段が勝利し初タイトルに王手（千田翔太六段 2-1 渡辺明棋王）[38]。
- 14・15日 - 第66期王将戦七番勝負第6局が行われ、久保利明九段が勝利し、6期ぶり3期目の王将位奪取（久保利明九段 4-2 郷田真隆王将）[32]。
- 18日 - 将棋を題材にした映画「3月のライオン・前編」が公開[43]。
- 19日 - 1dayトーナメント第64回けやきカップが行われ、渡部愛女流初段が中倉宏美二段に勝利し優勝[44]。
- 20日 - 第42期棋王戦五番勝負第4局が行われ、渡辺明棋王が勝利し、再びタイに戻し勝負は最終戦に（渡辺明棋王 2-2 千田翔太六段）[38]。
- 26日
  - 第66期NHK杯テレビ将棋トーナメント決勝が放送され、佐藤康光九段が佐藤和俊六段に勝利し、9年ぶり3度目の優勝[45]。
  - 第14回詰将棋解答選手権が行われ、藤井聡太四段が3連覇を達成[46]。
- 27日 - 第42期棋王戦五番勝負第5局が行われ、渡辺明棋王が勝利し、5期連続5期目の棋王位防衛。これにより通算5期となり永世棋王資格獲得（渡辺明棋王 3-2 千田翔太六段）[38]。
- 31日
  - 森内俊之九段、土佐浩司八段、浦野真彦八段の3名が2017年度からフリークラスに転出することを発表[47]。
  - 第44回将棋大賞が発表され、最優秀棋士賞に佐藤天彦名人が初受賞[48]。

## 記録

### タイトル戦
| 棋戦   | 勝者                | 開催時期      | 番勝負        | 番勝負 | 番勝負        | 備考                           | 注     |
| 棋戦   | 勝者                | 開催時期      | 在位者        | 勝敗   | 挑戦者        | 備考                           | 注     |
| ------ | ------------------- | ------------- | ------------- | ------ | ------------- | ------------------------------ | ------ |
| 名人戦 | 第74期名人 佐藤天彦 | 2016年4-6月   | 羽生善治 名人 | 1-4    | 佐藤天彦 八段 | 初名人                         | [ 1 ]  |
| 棋聖戦 | 第87期棋聖 羽生善治 | 2016年6-7月   | 羽生善治 棋聖 | 3-2    | 永瀬拓矢 六段 | 9期連続(通算15期)              | [ 6 ]  |
| 王位戦 | 第57期王位 羽生善治 | 2016年7-9月   | 羽生善治 王位 | 4-3    | 木村一基 八段 | 6期連続(通算18期)              | [ 7 ]  |
| 王座戦 | 第64期王座 羽生善治 | 2016年9-10月  | 羽生善治 王座 | 3-0    | 糸谷哲郎 八段 | 5期連続(通算24期)              | [ 11 ] |
| 竜王戦 | 第29期竜王 渡辺明   | 2016年10-12月 | 渡辺明 竜王   | 4-3    | 丸山忠久 九段 | 2期連続(通算11期)              | [ 19 ] |
| 王将戦 | 第66期王将 久保利明 | 2017年1-3月   | 郷田真隆 王将 | 2-4    | 久保利明 九段 | 6期ぶり(通算3期)               | [ 32 ] |
| 棋王戦 | 第42期棋王 渡辺明   | 2017年2-3月   | 渡辺明 棋王   | 3-2    | 千田翔太 六段 | 5期連続(通算5期・永世棋王資格) | [ 38 ] |

### その他の棋戦
| 新：新人棋戦 |

| 棋戦                   | 類 | 回 | 優勝者       | 決勝開催日     | 準優勝者     | 備考         | 注     |
| ---------------------- | -- | -- | ------------ | -------------- | ------------ | ------------ | ------ |
| 上州YAMADAチャレンジ杯 | 新 | 1  | 船江恒平五段 | 2016年8月28日  | 千田翔太五段 | 初優勝       | [ 10 ] |
| 銀河戦                 |    | 24 | 藤井猛九段   | 2016年9月27日  | 広瀬章人八段 | 初優勝       | [ 13 ] |
| 新人王戦               | 新 | 47 | 増田康宏四段 | 2016年10月11日 | 石田直裕四段 | 初優勝       | [ 18 ] |
| 将棋日本シリーズ       |    | 37 | 豊島将之七段 | 2016年10月23日 | 佐藤天彦名人 | 初優勝       | [ 21 ] |
| 加古川青流戦           | 新 | 6  | 井出隼平四段 | 2016年10月30日 | 石川優太三段 | 初優勝       | [ 24 ] |
| 叡王戦                 |    | 2  | 佐藤天彦名人 | 2016年12月11日 | 千田翔太五段 | 初優勝       | [ 28 ] |
| 朝日杯将棋オープン戦   |    | 10 | 八代弥五段   | 2017年2月11日  | 村山慈明七段 | 初優勝       | [ 40 ] |
| NHK杯将棋トーナメント  |    | 66 | 佐藤康光九段 | 2017年3月26日  | 佐藤和俊六段 | 9年ぶり3回目 | [ 45 ] |

### 女流タイトル戦
| 棋戦                 | 勝者                    | 開催時期      | 番勝負           | 番勝負 | 番勝負           | 備考                               | 注     |
| 棋戦                 | 勝者                    | 開催時期      | 在位者           | 勝敗   | 挑戦者           | 備考                               | 注     |
| -------------------- | ----------------------- | ------------- | ---------------- | ------ | ---------------- | ---------------------------------- | ------ |
| マイナビ女子オープン | 第9期女王 加藤桃子      | 2016年4-5月   | 加藤桃子女王     | 3-1    | 室谷由紀女流二段 | 3期連続(通算3期)                   | [ 3 ]  |
| 女流王位戦           | 第27期女流王位 里見香奈 | 2016年5-6月   | 里見香奈女流王位 | 3-0    | 岩根忍女流三段   | 2期連続(通算3期)                   | [ 5 ]  |
| 女流王将戦           | 第38期女流王将 里見香奈 | 2016年10月    | 里見香奈女流王将 | 2-0    | 香川愛生女流三段 | 2期連続(通算5期・クィーン王将獲得) | [ 14 ] |
| 倉敷藤花戦           | 第24期倉敷藤花 里見香奈 | 2016年11月    | 里見香奈倉敷藤花 | 2-1    | 室谷由紀女流二段 | 2期連続(通算7期)                   | [ 26 ] |
| 女流王座戦           | 第6期女流王座 里見香奈  | 2016年10-12月 | 加藤桃子女流王座 | 0-3    | 里見香奈女流四冠 | 3期ぶり(通算2期)                   | [ 22 ] |
| 女流名人戦           | 第43期女流名人 里見香奈 | 2017年1-3月   | 里見香奈女流名人 | 3-2    | 上田初美女流三段 | 8期連続(通算8期)                   | [ 34 ] |

### その他の女流棋戦
| 新：新人棋戦 L：LPSA主催 非：非公式戦 |

| 棋戦                         | 類    | 回 | 優勝者           | 決勝開催日     | 準優勝者           | 備考         | 注     |
| ---------------------------- | ----- | -- | ---------------- | -------------- | ------------------ | ------------ | ------ |
| 世田谷花みず木女流オープン戦 | 非    | 9  | 室谷由紀女流二段 | 2016年4月29日  | 渡部愛女流初段     | 5年ぶり2回目 | [ 4 ]  |
| 1dayトーナメント             | L     | 62 | 渡部愛女流初段   | 2016年8月20日  | 島井咲緒里女流二段 | 9回目        | [ 8 ]  |
| 1dayトーナメント             | L     | 63 | 渡部愛女流初段   | 2016年12月17日 | 堀彩乃女流3級      | 10回目       | [ 29 ] |
| 1dayトーナメント             | L     | 64 | 渡部愛女流初段   | 2017年3月19日  | 中倉宏美二段       | 11回目       | [ 44 ] |
| 女子将棋YAMADAチャレンジ杯   |       | 2  | 渡部愛女流初段   | 2016年8月28日  | 貞升南女流初段     | 2年連続2回目 | [ 9 ]  |
| 白瀧あゆみ杯争奪戦           | 非/新 | 10 | 相川春香女流初段 | 2016年9月25日  | 西山朋佳奨励会三段 | 初優勝       | [ 12 ] |

### 順位戦
第75期順位戦（2016年6月 - 2017年3月）
| 次期クラス | 棋士           | 成績                 | 注     |
| ---------- | -------------- | -------------------- | ------ |
| A級        | 久保利明九段   | B級1組(9勝3敗)       | [ 49 ] |
| A級        | 豊島将之七段   | B級1組(8勝4敗)       | [ 49 ] |
| B級1組     | 斎藤慎太郎六段 | B級2組(9勝1敗)       | [ 50 ] |
| B級1組     | 菅井竜也七段   | B級2組(8勝2敗)       | [ 50 ] |
| B級2組     | 横山泰明六段   | C級1組(10勝0敗)      | [ 51 ] |
| B級2組     | 大石直嗣六段   | C級1組(9勝1敗)       | [ 51 ] |
| C級1組     | 西尾明六段     | C級2組(9勝1敗)       | [ 52 ] |
| C級1組     | 門倉啓太四段   | C級2組(9勝1敗)       | [ 52 ] |
| C級1組     | 近藤誠也四段   | C級2組(9勝1敗)       | [ 52 ] |
| C級2組     | 今泉健司四段   | フリークラスより昇級 | [ 53 ] |
| C級2組     | 佐々木大地四段 | フリークラスより昇級 | [ 54 ] |

| 次期クラス   | 棋士           | 成績           | 注     |
| ------------ | -------------- | -------------- | ------ |
| B級1組       | 森内俊之九段   | A級(3勝6敗)    | [ 55 ] |
| B級2組       | 畠山鎮七段     | B級1組(3勝9敗) | [ 49 ] |
| B級2組       | 飯島栄治七段   | B級1組(3勝9敗) | [ 49 ] |
| C級1組       | －             |                | [ 50 ] |
| C級2組       | 南芳一九段     | C級1組(3勝7敗) | [ 51 ] |
| フリークラス | 藤原直哉七段   | C級2組(1勝9敗) | [ 52 ] |
| フリークラス | 森内俊之九段   | 宣言           | [ 47 ] |
| フリークラス | 土佐浩司八段   | 宣言           | [ 47 ] |
| フリークラス | 浦野真彦八段   | 宣言           | [ 47 ] |
| 引退         | 森雞二九段     | C級2組(3勝7敗) | [ 52 ] |
| 引退         | 加藤一二三九段 | C級2組(1勝9敗) | [ 52 ] |

### 竜王ランキング戦
第29期竜王戦ランキング戦（2015年12月 - 2016年9月）
| 次期クラス | 棋士           | 成績    | 注     |
| ---------- | -------------- | ------- | ------ |
| 1組        | 郷田真隆王将   | 2組優勝 | [ 56 ] |
| 1組        | 阿部健治郎六段 | 2組2位  | [ 56 ] |
| 1組        | 松尾歩八段     | 2組3位  | [ 56 ] |
| 1組        | 山崎隆之八段   | 2組3位  | [ 56 ] |
| 2組        | 永瀬拓矢六段   | 3組優勝 | [ 57 ] |
| 2組        | 澤田真吾六段   | 3組2位  | [ 57 ] |
| 2組        | 中村太地六段   | 3組3位  | [ 57 ] |
| 2組        | 鈴木大介八段   | 3組3位  | [ 57 ] |
| 3組        | 中座真七段     | 4組優勝 | [ 58 ] |
| 3組        | 塚田泰明九段   | 4組2位  | [ 58 ] |
| 3組        | 大石直嗣六段   | 4組3位  | [ 58 ] |
| 3組        | 西川和宏五段   | 4組3位  | [ 58 ] |
| 4組        | 黒沢怜生五段   | 5組優勝 | [ 59 ] |
| 4組        | 先崎学九段     | 5組2位  | [ 59 ] |
| 4組        | 渡辺大夢四段   | 5組3位  | [ 59 ] |
| 4組        | 阪口悟五段     | 5組3位  | [ 59 ] |
| 5組        | 青嶋未来五段   | 6組優勝 | [ 60 ] |
| 5組        | 中田功七段     | 6組2位  | [ 60 ] |
| 5組        | 竹内雄悟四段   | 6組3位  | [ 60 ] |
| 5組        | 三枚堂達也四段 | 6組3位  | [ 60 ] |

| 次期クラス | 棋士         | 成績                      | 注     |
| ---------- | ------------ | ------------------------- | ------ |
| 2組        | 橋本崇載八段 | 1組 5位決定戦 初戦敗退    | [ 61 ] |
| 2組        | 佐藤康光九段 | 1組 5位決定戦 初戦敗退    | [ 61 ] |
| 2組        | 木村一基八段 | 1組 5位決定戦 初戦敗退    | [ 61 ] |
| 2組        | 稲葉陽八段   | 1組 5位決定戦 初戦敗退    | [ 61 ] |
| 3組        | 畠山鎮七段   | 2組 昇級者決定戦 初戦敗退 | [ 56 ] |
| 3組        | 谷川浩司九段 | 2組 昇級者決定戦 初戦敗退 | [ 56 ] |
| 3組        | 髙﨑一生六段 | 2組 昇級者決定戦 初戦敗退 | [ 56 ] |
| 3組        | 北浜健介八段 | 2組 昇級者決定戦 初戦敗退 | [ 56 ] |
| 4組        | 中川大輔八段 | 3組 昇級者決定戦 初戦敗退 | [ 57 ] |
| 4組        | 菅井竜也七段 | 3組 昇級者決定戦 初戦敗退 | [ 57 ] |
| 4組        | 中田宏樹八段 | 3組 昇級者決定戦 初戦敗退 | [ 57 ] |
| 4組        | 阿部隆八段   | 3組 昇級者決定戦 初戦敗退 | [ 57 ] |
| 5組        | 阿部光瑠六段 | 4組残留 決定戦敗退        | [ 58 ] |
| 5組        | 渡辺正和五段 | 4組残留 決定戦敗退        | [ 58 ] |
| 5組        | 片上大輔六段 | 4組残留 決定戦敗退        | [ 58 ] |
| 5組        | 福崎文吾九段 | 4組残留 決定戦敗退        | [ 58 ] |
| 6組        | 平藤眞吾七段 | 5組残留 決定戦敗退        | [ 59 ] |
| 6組        | 豊川孝弘七段 | 5組残留 決定戦敗退        | [ 59 ] |
| 6組        | 中尾敏之五段 | 5組残留 決定戦敗退        | [ 59 ] |
| 6組        | 小林健二九段 | 5組残留 決定戦敗退        | [ 59 ] |

### 将棋大賞
第44回将棋大賞受賞者
| 各賞             | 受賞者                              | 受賞         | 備考                                                     |
| ---------------- | ----------------------------------- | ------------ | -------------------------------------------------------- |
| 最優秀棋士賞     | 佐藤天彦名人                        | 初           |                                                          |
| 優秀棋士賞       | 羽生善治三冠                        | 3年ぶり4回目 |                                                          |
| 敢闘賞           | 久保利明王将                        | 8年ぶり3回目 |                                                          |
| 新人賞           | 八代弥六段                          | 初           |                                                          |
| 特別賞           | 加藤一二三九段                      | 初           |                                                          |
| 最多対局賞       | 千田翔太六段                        | 初           | 65局                                                     |
| 最多対局賞       | 佐々木勇気五段                      | 初           | 65局                                                     |
| 最多勝利賞       | 千田翔太六段                        | 初           | 48勝                                                     |
| 勝率一位賞       | 青嶋未来五段                        | 初           | .750(42勝14敗)                                           |
| 勝率一位賞       | 斎藤慎太郎七段                      | 2年連続2回目 | .750(27勝9敗)                                            |
| 連勝賞           | 豊島将之八段                        | 初           | 12連勝(2016年8月24日 - 11月3日)                          |
| 連勝賞           | 青嶋未来五段                        | 初           | 12連勝(2016年3月3日 - 6月7日)                            |
| 連勝賞           | 青嶋未来五段                        | 初           | 12連勝(2016年9月13日 - 11月15日)                         |
| 最優秀女流棋士賞 | 里見香奈女流五冠                    | 2年連続7回目 |                                                          |
| 女流棋士賞       | 上田初美女流三段                    | 4年ぶり2回目 |                                                          |
| 女流最多対局賞   | 室谷由紀女流二段                    | 2年連続2回目 | 40局                                                     |
| 東京記者会賞     | 森信雄七段                          |              |                                                          |
| 升田賞           | 千田翔太六段                        | 初           | 対矢倉左美濃急戦・角換わり 腰掛け銀4二玉・6二金・8一飛型 |
| 升田賞特別賞     | 加藤一二三九段                      | 初           | 棒銀をはじめとする数々の新工夫                           |
| 名局賞           | ○佐藤康光九段 ●深浦康市九段         |              | 第75期A級順位戦                                          |
| 名局賞特別賞     | ●上田初美女流三段 ○里見香奈女流名人 |              | 第43期女流名人戦第5局                                    |

### 年度成績一覧
全棋士・全女流棋士 年度成績・通算成績一覧（2017年3月31日時点）
- 全棋士・全女流棋士 年度成績・通算成績 - #1
- 全棋士・全女流棋士 年度成績・通算成績 - #2
- 全棋士・全女流棋士 年度成績・通算成績 - #3
- 全棋士・全女流棋士 年度成績・通算成績 - #4

- 2016年度 棋士成績一覧 / 棋士成績ランキング上位（日本将棋連盟 webサイト）
- 2016年度 女流棋士成績一覧 / 女流棋士成績ランキング上位（日本将棋連盟 webサイト）

## 昇段・引退
| 昇段(級)      | 棋士                       | 昇段日         | 昇段理由                     | 注      |
| ------------- | -------------------------- | -------------- | ---------------------------- | ------- |
| 四段 プロ入り | 都成竜馬                   | 2016年4月1日   | 第58回奨励会三段リーグ戦1位  | [ 63 ]  |
| 四段 プロ入り | 井出隼平                   | 2016年4月1日   | 第58回奨励会三段リーグ戦2位  | [ 63 ]  |
| 四段 プロ入り | 佐々木大地                 | 2016年4月1日   | 三段リーグ戦次点2回          | [ 64 ]  |
| 四段 プロ入り | 藤井聡太                   | 2016年10月1日  | 第59回奨励会三段リーグ戦1位  | [ 65 ]  |
| 四段 プロ入り | 大橋貴洸                   | 2016年10月1日  | 第59回奨励会三段リーグ戦2位  | [ 65 ]  |
| 五段          | 黒沢怜生                   | 2016年5月13日  | 竜王ランキング戦連続昇級     | [ 66 ]  |
| 五段          | 渡辺大夢                   | 2016年10月27日 | 竜王ランキング戦連続昇級     | [ 67 ]  |
| 五段          | 門倉啓太                   | 2016年11月17日 | 勝数規定                     | [ 68 ]  |
| 五段          | 近藤誠也                   | 2017年3月2日   | 順位戦C級1組昇級             | [ 69 ]  |
| 五段          | 藤森哲也                   | 2017年2月23日  | 勝数規定                     | [ 70 ]  |
| 六段          | 山本真也                   | 2016年4月1日   | フリークラス規定             | [ 71 ]  |
| 六段          | 中村亮介                   | 2016年9月1日   | 勝数規定                     | [ 72 ]  |
| 六段          | 西川和宏                   | 2016年11月10日 | 竜王ランキング戦連続昇級     | [ 73 ]  |
| 六段          | 千田翔太                   | 2016年12月16日 | タイトル挑戦(棋王戦)         | [ 74 ]  |
| 六段          | 船江恒平                   | 2016年12月28日 | 勝数規定                     | [ 75 ]  |
| 六段          | 八代弥                     | 2017年2月11日  | 全棋士参加棋戦優勝(朝日杯)   | [ 76 ]  |
| 七段          | 高田尚平                   | 2016年4月1日   | フリークラス規定             | [ 71 ]  |
| 七段          | 安西勝一                   | 2016年4月1日   | 引退棋士規定                 | [ 71 ]  |
| 七段          | 櫛田陽一                   | 2016年4月1日   | 引退棋士規定                 | [ 71 ]  |
| 七段          | 阿部健治郎                 | 2016年4月22日  | 竜王戦1組昇級                | [ 77 ]  |
| 七段          | 窪田義行                   | 2016年6月1日   | 勝数規定                     | [ 78 ]  |
| 七段          | 戸辺誠                     | 2016年6月1日   | 勝数規定                     | [ 79 ]  |
| 七段          | 伊藤能                     | 2016年12月25日 | 追贈(現役死去)               | [ 30 ]  |
| 七段          | 斎藤慎太郎                 | 2017年3月8日   | 順位戦B級1組昇級             | [ 80 ]  |
| 八段          | 伊藤果                     | 2016年4月1日   | 引退棋士規定                 | [ 71 ]  |
| 八段          | 児玉孝一                   | 2016年4月1日   | 引退棋士規定                 | [ 71 ]  |
| 八段          | 神崎健二                   | 2016年8月15日  | 勝数規定                     | [ 81 ]  |
| 八段          | 真田圭一                   | 2016年10月25日 | 勝数規定                     | [ 82 ]  |
| 八段          | 野月浩貴                   | 2017年1月20日  | 勝数規定                     | [ 83 ]  |
| 八段          | 畠山成幸                   | 2017年3月8日   | 勝数規定                     | [ 84 ]  |
| 八段          | 豊島将之                   | 2017年3月9日   | 順位戦A級昇級                | [ 85 ]  |
| 九段          | 佐藤天彦                   | 2016年5月31日  | 名人位1期獲得                | [ 86 ]  |
| 九段          | 鈴木大介                   | 2017年3月1日   | 勝数規定                     | [ 87 ]  |
| 女流2級       | 山口絵美菜                 | 2016年4月21日  | 女流王将戦本戦入り           | [ 88 ]  |
| 女流2級       | 里見咲紀                   | 2016年4月27日  | 女流王将戦本戦入り           | [ 89 ]  |
| 女流2級       | 石本さくら                 | 2016年9月1日   | 段級規定の女流1級に該当      | [ 90 ]  |
| 女流2級       | 頼本奈菜                   | 2017年2月1日   | 段級規定の女流1級に該当      | [ 91 ]  |
| 女流2級       | カロリーナ・ステチェンスカ | 2017年2月20日  | 女流名人戦予選決勝進出       | [ 41 ]  |
| 女流1級       | 里見咲紀                   | 2016年7月4日   | 女流王座戦本戦入り           | [ 92 ]  |
| 女流1級       | 山口絵美菜                 | 2016年8月13日  | マイナビ女子オープン本戦入り | [ 93 ]  |
| 女流1級       | 石本さくら                 | 2017年2月20日  | 女流名人戦予選決勝進出       | [ 94 ]  |
| 女流1級       | 頼本奈菜                   | 2017年3月15日  | 女流王将戦本戦入り           | [ 95 ]  |
| 女流初段      | 竹俣紅                     | 2016年4月1日   | 年度指し分け以上(7勝以上)    | [ 71 ]  |
| 女流初段      | 中澤沙耶                   | 2016年4月1日   | 年度指し分け以上(7勝以上)    | [ 71 ]  |
| 女流初段      | 石本さくら                 | 2017年3月9日   | 女流名人リーグ入り           | [ 96 ]  |
| 女流二段      | 山口恵梨子                 | 2016年5月25日  | 勝数規定                     | [ 97 ]  |
| 女流二段      | 久津知子                   | 2016年6月29日  | 勝数規定                     | [ 98 ]  |
| 女流二段      | 藤田綾                     | 2016年8月13日  | 勝数規定                     | [ 99 ]  |
| 引退          | 棋士(最終段位)             | 最終対局日     | 引退理由                     | 注      |
| 引退          | 田丸昇九段                 | 2016年10月25日 | フリークラス棋士引退規定     | [ 100 ] |
| 引退          | 伊藤能七段                 | 2016年12月25日 | 現役死去                     | [ 30 ]  |